# Râul Comanca, Olănești
Râul Comanca este un curs de apă, afluent al râului Olănești. 